# Серамана
Серама̀на (на италиански и на сардински: Serramanna) е град и община в Южна Италия, провинция Южна Сардиния, автономен регион и остров Сардиния. Разположено е на 38 m надморска височина. Населението на общината е 9333 души (към 2010 г.).